# Abadia de Mariastern
L'Abadia de Mariastern (Opatija Marija Zvijezda, en croat) és una abadia dels trapencs (Orde Cistercenc de l'Estricta Observança) situada a Banja Luka (Bòsnia i Hercegovina). Consisteix en l'Església de l'Assumpció de la Santíssima Mare de Déu i en el monestir dels monjos trapencs. És l'únic monestir trapenc del sud-est d'Europa. A principis del segle xx, amb 219 monjos, l'abadia va ser la major de l'abadia dels trapencs en el món.

## Història

### Establiment
L'edifici del complex de l'Abadia Mariastern a Banja Luka s'associa amb l'arribada del trapenc Franz Pfanner a Bòsnia. Després de 23 mesos d'intents fallits per establir un monestir trapenc a Hongria, Croàcia i a la Baixa Estíria, es va assabentar que en l'Imperi Otomà es va aprovar una llei que permetia als cristians a comprar terres. Pfanner va arribar a Banja Luka, on al 10 de juny de 1869 va comprar 40 ha de terra a Delibašino Selo, prop de Banja Luka, per la suma de 1.400 ducats. El 21 de juny de 1869, els trapencs van arribar a la parcel·la de terra que havien comprat a Delibašino Selo. Aquesta és considerada com la data oficial en què es va fundar l'Abadia Mariastern.

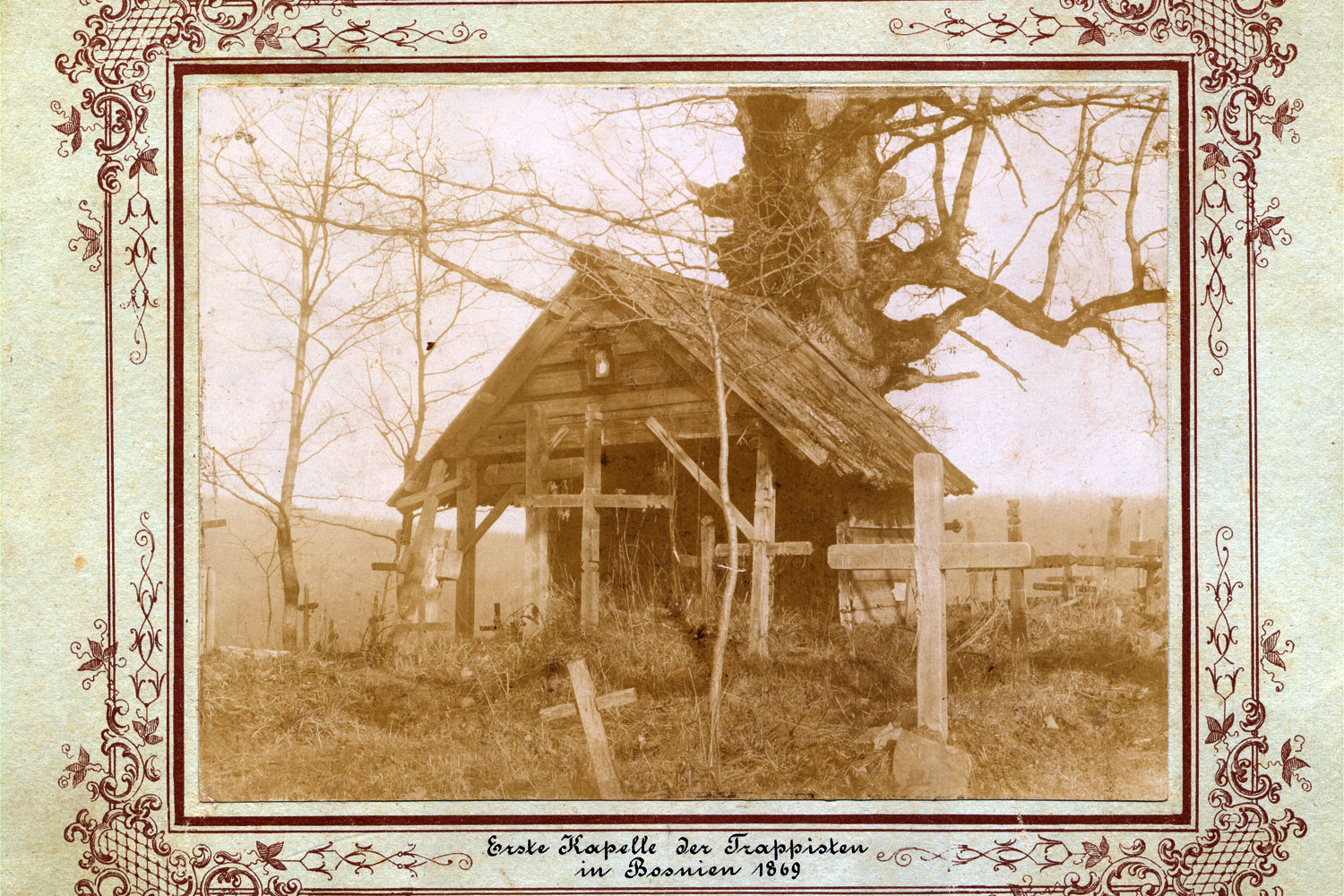
La primera capella dels trapencs a Delibašino Selo, 1869

Els trapencs es van construir una cabana de fusta com a allotjament temporal. Hi vivien nou germans trapencs i van anomenar aquesta construcció «el bressol». A l'interior del cobert hi havia dos barrils de fusta on els trapencs desaven els seus llibres, el breviari, tinta i paper. Van romandre en aquesta barraca fins al 7 de juliol de 1869.
El 27 de juny de 1869, Pfanner va triar el lloc per a la construcció del monestir a la vora del riu Vrbas, per tal de poder utilitzar la seva energia hidràulica, però durant la construcció d'un monestir temporal, Pfanner es va enfrontar a una sèrie de problemes en relació amb el registre de la terra que havia comprat. Pfanner li fica en nom de Mariastern al monestir temporal com a gratitud a l'antic convent cistercenc de Mariastern de Lausitz, que li va donar un regal de 2.000 florins per a la compra de la terra. Els trapencs van viure al monestir temporal del 7 de setembre de 1869 fins al 24 de desembre de 1870. Al 7 de març de 1870, la Santa Seu va confirmar el nou establiment i el vicari apostòlic.  Paskal Vujicic van donar el seu consentiment. Després de traslladar-se al monestir temporal, els trapencs van començar a erigir altres edificis. Immediatament després, els trapencs van començar a preparar el lloc per a la construcció d'un monestir més gran d'acord amb els plans elaborats pel mateix Pfanner. A finals del 1869, abans de Nadal, Pfanner va viatjar a Roma per a obtenir el permís per a construir un nou monestir. Dos dies després, un rescripte va arribar de Roma per l'establiment d'un monestir, amb una clàusula per a construir un orfenat tan aviat com sigui possible. L'orfenat va ser inaugurat a l'1 de març de 1878.

### Evolució del monestir
A la primavera del 1870 es va iniciar el treball de la construcció del monestir. Al 9 de setembre del 1870 i pel Nadal d'aquest any l'ala oest va ser construïda davant del riu Vrbas. Tot i que les obres encara no estaven acabades, els trapencs es van traslladar al nou monestir a la vigília de Nadal, al 24 de desembre de 1870.
Al 1872, l'Abat General de l'Ordre va nomenar prior del monestir de Mariastern a Pfanner.
La construcció de l'església del monestir es va iniciar el 1872. A finals d'any, el sostre es va aixecar i l'església va ser acabada el 1873. Durant els següents dos anys, els monjos van comprar els terrenys que envoltaven la seva propietat, i la finca va travessar gradualment el riu Vrbas i es va estendre a la seva riba esquerra. Fins al 1873, el monestir de Mariastern va ser un priorat i aquest any es va convertir en part de l'abadia francesa de Notre-Dame du Port-du-Salut.

### Establiment i desenvolupament de l'Abadia
En els primers anys del govern de l'Imperi Austrohongarès a Bòsnia i Hercegovina, el monestir va exercir un paper important en la instal·lació d'estrangers a l'àrea al voltant del monestir, amb el pare Franz Pfanner com la persona principal de la campanya a favor de la colonització alemanya a la vall del riu Vrbas. Després de la partida de Pfanner a Mariannhill, Sud-àfrica al 25 d'agost de 1883, l'Abat General de l'Ordre va nomenar a Bonaventure Bayer prior del monestir. Una vegada que va assumir aquestes funcions, el monestir va començar a millorar gradualment. El nombre de germans al monestir va augmentar a 90 i l'economia del monestir va prosperar. El Vicari General i abat de l'Abadia de Sept-Fons, França, va visitar el monestir al maig de 1885 i va quedar molt satisfet amb l'estat de coses que va trobar al monestir i de les seves operacions comercials. La seva recomanació va ser que el monestir de Mariastern fos designat com una abadia i va obtenir el suport dels membres de l'ordre. L'Abat General de l'Ordre va donar trasllat d'aquesta proposta a Roma. Per rescripte de la Congregació dels Bisbes i Monjos del 4 de desembre de 1885, el monestir va ser elevat a la categoria d'abadia i Buenaventura, prior del monestir en aquell moment, va ser nomenat com el primer abad al 27 de gener de 1886.
El 1878 es va construir un hospital a 50 metres al nord de l'abadia i va ser inaugurat el 2 de febrer de 1879, quan es va admetre els seus primers pacients. Un nou orfenat va ser construït el 1879 i es va obrir una escola a l'1 de setembre de 1880. El nombre de persones al monestir va començar a augmentar i es va necessitar més espai. Un nou edifici de l'abadia va ser erigit el 1889 amb una església però sense campanar. El campanar va ser construït el 1896 i es va afegir nova ala de l'abadia el 1897, amb l'ajuda de donacions procedents d'Alemanya, Àustria, Hongria, els Països Baixos i Suïssa.
El 1893, Dominique Assfalg, va ser nomenat com el nou abat de Mariastern. Va continuar treballant en l'increment dels béns immobles pertanyents a l'abadia mitjançant l'intercanvi i amb la compra de béns arrels.  Després de llargues negociacions amb el Govern, l'abat Assfalg va signar un contracte per construir un pont sobre el riu Vrbas en els termes dels quals ambdues parts van tenir una participació equitativa en els costos de construcció i el manteniment del pont. Al 28 de març de 1904 es va iniciar la construcció del pont de ferro i va ser obert al públic al 12 de novembre de 1904, i el 27 de novembre de 1904 el bisbe Marijan Markovic va consagrar el pont. El pont va ser destruït durant la Segona Guerra Mundial i reconstruït més tard. El 1897 es va començar a construir una fàbrica tèxtil i el 1898 va començar a funcionar junt amb una fàbrica de cervesa trapista. El 1895 es va comprar una màquina de vapor de 50 CV per impulsar aquestes noves instal·lacions però aquesta potència era insuficient per a la cerveseria, fàbrica tèxtil i el molí. El 1899 es va construir una turbina de 60 CV al riu Vrbas i també un dic de fusta a través del Vrbas per proporcionar la caiguda d'aigua necessària per operar la turbina. Al 27 de març de 1899, l'abadia va poder fabricar electricitat amb aquella turbina, i després de 1902 algunes cases prop de l'abadia, així com la mateixa Banja Luka, van adquirir electricitat d'aquella turbina. Més tard, a petició dels habitants de Banja Luka, la central va ser ampliada amb una turbina de 300 CV, i el 1910 es va modernitzar la fàbrica i va poder augmenta la seva capacitat de producció.
El 1891 l'abadia va adquirir una premsa d'impremta, que va ser la primera impremta de Banja Luka i va ser utilitzada fins a finals del 1946, quan les autoritats comunistes van prohibir la seva activitat per les restriccions de la llibertat de premsa.
Al 7 de juny de 1924, els monjos es van traslladar al nou monestir. L'edifici havia estat originalment concebut com un orfenat i va ser ampliat el 1914. Del 1914 fins al 1918 l'edifici va albergar als ferits de la Primera Guerra Mundial i més tard als veterans de guerra amb discapacitat.
Després de 1924, com a resultat de la ferotge competència que va seguir la Primera Guerra Mundial, la planta d'energia, la fàbrica tèxtil i la cerveseria eren lliurades a una societat per accions. El molí va ser arrendat i la planta de fabricació de formatge continuar sent dirigides per trapencs. L'abadia va acumular molts deutes i, per tant, es va veure obligat a tancar l'orfenat. Tots els seus deutes van ser pagats durant el període de 1942 amb els diners obtinguts de la venda de la fusta dels boscos de l'Abadia.

### Decadència de l'Abadia
Després de la Segona Guerra Mundial, l'abat Diamant i la majoria dels trapencs van abandonar l'abadia de Mariastern. El govern va expropiar gairebé tots els béns de l'abadia, i per tant, va ser privada de tots els seus edificis, les seves instal·lacions i la totalitat del seu inventari agrícola i industrial ubicat al terreny expropiat. El Tribunal Suprem en Sarajevo va confirmar aquesta decisió el 31 de juliol de 1946.
Algunes de les instal·lacions comercials de l'antic complex de l'abadia van ser reconstruïts, ampliats i convertits a les necessitats de la fàbrica de cervesa. Altres edificis de l'antic complex de l'abadia, l'antiga església, el monestir i alguns establiments comercials, van ser demolits i van eregir nous edificis en el lloc.
La major part del nou monestir va ser reconstruït per a les necessitats d'un centre de rehabilitació, mentre que l'església, diverses habitacions a la planta superior en la part de l'ala dreta de l'edifici del monestir i el cementiri del monestir, va romandre en la possessió del monestir. La gran església del monestir de l'Església de l'Assumpció de la Santíssima Mare de Déu s'usa com a església parroquial des del bisbe Alfred Pichler, que va establir nova parròquia a Banja Luka el 13 de maig de 1973.

### El present
Actualment dos monjos trapencs viuen al monestir de Mariastern: el pare Zvonko Topić i el pare Tomislav Topić. Viuen a la parròquia i produeixen formatge trapenc . 
L'actual superior del monestir és Francois de Place, delegat apostòlic de la Congregació per als Instituts de Vida Consagrada i les Societats de Vida Apostòlica per al Monestir de Mariastern.

## Superiors de l'abadia
- Franz Pfanner, prior (1872-1883)
- Bonaventure I Bayer, prior (1883-1886); abat (1886-1893)
- Dominique Assfag, abat (1894-1920)
- Bonaventure II Diamant, abat (1920-1957)
  - Fulgencije Oraić, prior (1944-1946)
  - Flavijan Grbac, superior (1946-1957)
- Tiburcije Penca, superior (1957-1964)
- Fulgencij Oraić, superior (1964); abat (1964-1977)
- Anto Artner, superior (1977-1991)
- Nivard Volkrer, superior (1991-2002)
- Phillippe Vanneste, superior (2002-2003)
- Francois de Place, superior (2003)